# オスロ
オスロ（ノルウェー語: Oslo ノルウェー語発音: [²uʃlu] ( 音声ファイル)）は、ノルウェー王国の首都。旧称はクリスチャニア、クリスティアーニア（ChristianiaもしくはKristiania）。ノルウェー最大の都市で、王宮、行政、立法、司法などの機関が集まる。またオスロ市は単独でオスロ県を構成する。世界でも物価の高い都市のひとつであり、北欧の主要都市の1つに数えられる。

## オスロ都市圏、大オスロとオスロ市
オスロの人口は709,037人（2023年）で、ノルウェーの人口の12.9%を占める。オスロ市の人口は現在も毎年約1万人ずつ増え続けており、この増加ペースはヨーロッパでもかなり速い。オスロ都市圏は郊外に拡大しつつあり、近隣のアーケシュフース県の都市（バールム、アスケー、ソルム、オッペゴールなど）とは市街地でつながっている。都市圏全体での人口は1,043,168人。オスロ都市圏はオスロフィヨルドを取り囲むように広がっている。オスロ都市圏の外側を含めた大オスロは6,920 km2に広がり、人口は112万人を超える。ノルウェーの人口の50%がオスロから120km圏内に住んでいる。

## 地名の由来
オスロという地名の由来としては、古ノルド語から来ている、オスロ中心部、ビョルヴィカにつくられた最古の農場の名前であるなど、様々な説が存在する。中世には'Ásló'と綴られていたが、後に'Ósló'となった。初期のスペルの'ás'は、エーケベルグの尾根のふもとに町があることを示唆するという説や、同音異義語の「神」や「神格」に由来するものだという説もある。現在有力なオスロの意味は、「尾根の下の牧草地」もしくは「神の牧草地」であり、どちらも決定的ではない。
1624年の大火では多くの市民や町が失われ、市の中心はアーケシュフース城の近くに移転された。デンマーク＝ノルウェー王であったクリスチャン4世は、再建された都市を「クリスチャニア」（Christiania）と改名した。1878年からは「Kristiania」の綴りも使われた。公式の裁定がなされなかったため、統一されることはなかった。クリスチャニアは1924年の法改正で「オスロ」に改称されることが決定し、1925年1月1日から施行された。
都市はかつてとても寒く、危険な都市であったために1870年代にビョルンスティエルネ・ビョルンソンによって「虎の都市」（Tigerstaden）と渾名された。この名前は数年後には公式に呼ばれるようになり、街の創立1000年記念事業ではシティホールのまわりには虎の彫刻が製作された。1890年代、街にホームレスや乞食（Beggar）があふれ出すと、「虎の都市」をもじって"Tiggerstaden"もしくは「乞食の都市」（Beggarstaden）と揶揄されるようになった。このころの街の様子はクヌート・ハムスンの『飢え』に描かれている。

## 歴史
ノルウェーのサガによると、ハーラル3世によりオスロが設立されたのは1049年のことである。しかし近年の考古学調査によれば、キリスト教の葬式が1000年よりも前に行われていたことが分かった。このことから、2000年にはオスロ千年祭が行われた。当時のオスロの町はビョルヴィカの入り江の東にあるガムレビエン地区に建っていた。
オスロが公式に首都となったのはホーコン5世の時代（1299年 - 1319年）である。彼は最初にオスロに常住した王でもあり、アーケシュフース城の建設を指揮した。後にノルウェーはデンマークから内政干渉を受けるようになり、同君連合において王宮はコペンハーゲンに置かれ、オスロは州都に降格、デンマーク本土に比べて都市の成長が停滞する。これはノルウェー全体に対しても同じことがいえる。オスロ大学が1811年まで建設されなかったことを見ても、それは明らかである。
オスロは何度か大災害に見舞われている。1624年の大火は被害が大きかったが、クリスチャン4世による復興で、市街地はかつての場所から現在の場所に移転し、碁盤目状の街路が作られた。この際に街はクリスチャニア（Christiania）に改称され、文化と貿易の中心として発展を遂げた。1624年以降に構築された都市はその直角、直交する道路などからKvadraturenと呼ばれることがある。1814年にデンマークとの連合が解消され、スウェーデンとの同君連合下での自治を獲得すると、クリスチャニアは再び名実ともに首都となった。宮殿、議事堂、オスロ大学、国立劇場やオスロ証券取引所などの有名な建物はこの時代に建築された。この時代にオスロに在住していた文化人には、ヘンリック・イプセンやクヌート・ハムスンなどがいる。
1842年、クリスチャニア県としてアーケシュフース県より独立した。1850年にはベルゲンを抜き、一番人口の多い都市に成長した。ノルウェーの完全独立後の1925年1月1日、オスロの名に復した。この際県名も同じくオスロ県に変更された。
1940年4月9日、ナチス・ドイツはノルウェーに侵攻を開始（ノルウェーの戦い）。同日、国王ホーコン7世とノルウェー政府はオスロを無抵抗で放棄、ハーマル市を仮首都と定めて移動を開始した。
1952年、第6回冬季オリンピックがオスロで開催された。

## 政治
オスロは市（基礎自治体）であると同時に、県（fylke）でもある。オスロ市は議院内閣制を参考とした行政システムが導入されている。
オスロ市長はオスロの代表者で、市議会議長を兼任する。2023年現在のオスロ市長（Ordfører）はアンネ・ランボー（保守党）。市長は市議会が任命する。
立法府はオスロ市議会（Oslo bystyre）で、選挙によって選出された59人の議員から成る。市議会は予算の策定、市の方針やサービスの決定を行う。
行政府は行政部局（Byrådet）と呼ばれ、市の行政を主導する。市議会に法案を提出し、市議会で決定された事項を実行する責任を負っている。代表者は事務総長（Byrådsleder）と呼ばれ、市議会が任命する。2023年現在の事務総長はアイリク・レー・ソルベルグ（保守党）。
これらとは別に、各行政区から選出された15人の委員からなる地区委員会が存在する。地区委員会は一次医療と福祉サービスを提供・管理する。
オスロ県の県知事（Statsforvalter）はアーケシュフース県知事と統合されており、2019年までの職名は「オスロ・オ・アーケシュフース県知事」であった。2020年にアーケシュフース県が合併しヴィーケン県となったことで「オスロ・オ・ヴィーケン県知事」と改称した。2024年1月1日にヴィーケン県が解体されたあとも職名はそのままであったが、2月23日に「エストフォル、ブスケルー、オスロ・オ・アーケシュフース県知事」へ改称された。2024年2月時点のエストフォル、ブスケルー、オスロ・オ・ヴィーケン県知事はヴァルゲード・スヴァールスタ・ホーグランド。

## 行政区

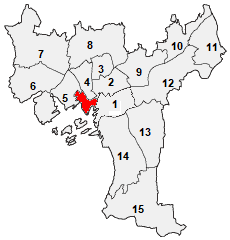
オスロの行政区

オスロは15の行政区（Bydel）に区分される。行政区は地区委員会を1人選出する。
1. ガムロ・オスロ（ノルウェー語版）（オスロ旧市街区、Bydel Gamle Oslo）
2. グリーネルロッカ（ノルウェー語版）（Bydel Grünerløkka）
3. Bydel Sagene
4. Bydel St. Hanshaugen
5. フログネル（ノルウェー語版）（Bydel Frogner）
6. Bydel Ullern
7. ヴェストレ・アケル（ノルウェー語版）（Bydel Vestre Aker）
8. ノルドレ・アケル（ノルウェー語版）（Bydel Nordre Aker）
9. Bydel Bjerke
10. グロルド（ノルウェー語版）（Bydel Grorud）
11. Bydel Stovner
12. アルナ（ノルウェー語版）（Bydel Alna）
13. Bydel Østensjø
14. ノードストランド（ノルウェー語版）（Bydel Nordstrand）
15. ソンドレ・ノードストランド（ノルウェー語版）（Bydel Søndre Nordstrand）

## 地理

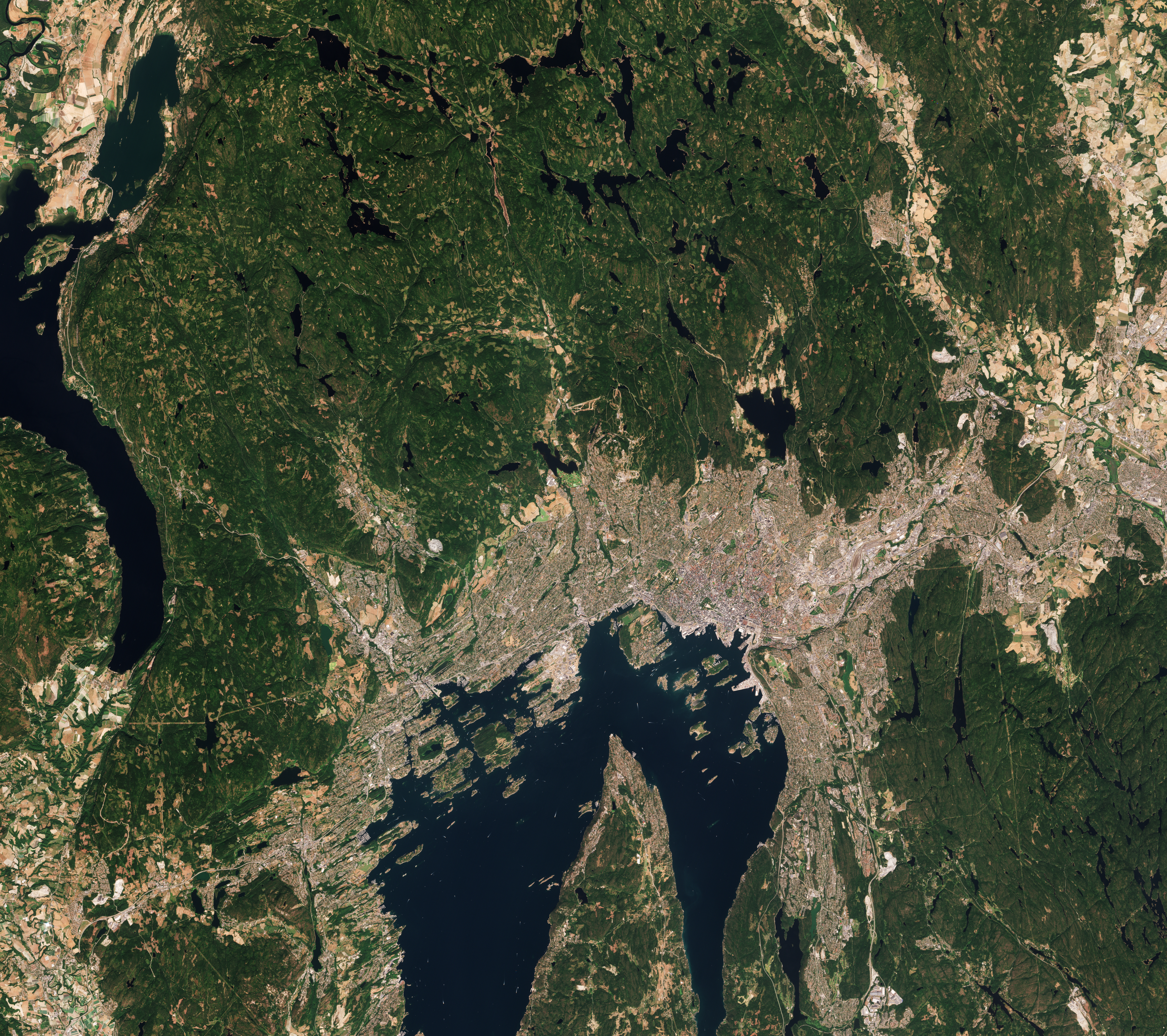
オスロ周辺の衛星画像

オスロ・フィヨルドの最北奥に位置し、南側で海と接する。その他三方は丘もしくは山で囲まれている。市域にはおよそ40もの島が存在する。市で一番大きな島はマルモヤ島（0.56 km2）である。市域には343もの湖が存在し、一番大きな湖はマリダルズヴァンネ（3.91 km2）で、オスロ市の重要な給水源ともなっている。たくさんの湖がある反面、市域には川が2本しか存在しない。アーケル川は東オスロと西オスロを分ける境界線である。アルナ川はオスロ市の郊外、工業地区を流れている。市内の最高地点はキルケベルゲット（教会の山）で、629m。近隣諸国の首都と比べるといささか人口が少ないように思えるが、これは市内の3分の2が自然保護区に指定されているためである。市の周辺はたくさんの自然や公園で囲まれていて、市街に近い地域でもしばしば野生のヘラジカに遭遇する。

## 気候
ケッペンの気候区分によると、オスロの気候は西岸海洋性気候（Cfb）に属する。緯度が高いため、1日の日照時間は夏季の18時間から12月下旬の6時間まで差がある。
北緯60度前後に位置するにもかかわらず、北大西洋海流の影響により、冬季の気温が高い。低緯度である北緯35度から北緯40度に位置する飛騨地方や長野県、東北地方内陸部よりも冬季の平均最低気温が高く、降雪量も少ない。
| オスロ（1991～2020）の気候 | オスロ（1991～2020）の気候 | オスロ（1991～2020）の気候 | オスロ（1991～2020）の気候 | オスロ（1991～2020）の気候 | オスロ（1991～2020）の気候 | オスロ（1991～2020）の気候 | オスロ（1991～2020）の気候 | オスロ（1991～2020）の気候 | オスロ（1991～2020）の気候 | オスロ（1991～2020）の気候 | オスロ（1991～2020）の気候 | オスロ（1991～2020）の気候 | オスロ（1991～2020）の気候 |
| 月                         | 1月                        | 2月                        | 3月                        | 4月                        | 5月                        | 6月                        | 7月                        | 8月                        | 9月                        | 10月                       | 11月                       | 12月                       | 年                         |
| -------------------------- | -------------------------- | -------------------------- | -------------------------- | -------------------------- | -------------------------- | -------------------------- | -------------------------- | -------------------------- | -------------------------- | -------------------------- | -------------------------- | -------------------------- | -------------------------- |
| 最高気温記録 °C （°F）     | 12.5 (54.5)                | 13.8 (56.8)                | 21.5 (70.7)                | 25.4 (77.7)                | 31.1 (88)                  | 33.7 (92.7)                | 34.6 (94.3)                | 34.2 (93.6)                | 26.4 (79.5)                | 21.0 (69.8)                | 14.4 (57.9)                | 12.6 (54.7)                | 34.6 (94.3)                |
| 平均最高気温 °C （°F）     | 0.0 (32)                   | 1.0 (33.8)                 | 5.7 (42.3)                 | 11.0 (51.8)                | 16.6 (61.9)                | 20.4 (68.7)                | 22.6 (72.7)                | 21.3 (70.3)                | 16.3 (61.3)                | 9.6 (49.3)                 | 4.4 (39.9)                 | 0.8 (33.4)                 | 10.8 (51.4)                |
| 日平均気温 °C （°F）       | −2.3 (27.9)                | −2.0 (28.4)                | 1.5 (34.7)                 | 6.1 (43)                   | 11.4 (52.5)                | 15.3 (59.5)                | 17.6 (63.7)                | 16.4 (61.5)                | 12.0 (53.6)                | 6.5 (43.7)                 | 2.1 (35.8)                 | −1.4 (29.5)                | 6.9 (44.4)                 |
| 平均最低気温 °C （°F）     | −4.5 (23.9)                | −4.5 (23.9)                | −1.9 (28.6)                | 2.1 (35.8)                 | 6.8 (44.2)                 | 10.8 (51.4)                | 13.4 (56.1)                | 12.6 (54.7)                | 8.5 (47.3)                 | 3.8 (38.8)                 | 0.0 (32)                   | −3.6 (25.5)                | 3.6 (38.5)                 |
| 最低気温記録 °C （°F）     | −26.0 (−14.8)              | −24.9 (−12.8)              | −21.3 (−6.3)               | −14.9 (5.2)                | −3.4 (25.9)                | 1.1 (34)                   | 3.7 (38.7)                 | 3.7 (38.7)                 | −3.3 (26.1)                | −9.7 (14.5)                | −16.0 (3.2)                | −23.7 (−10.7)              | −26 (−14.8)                |
| 降水量 mm （inch）         | 54.2 (2.134)               | 41.9 (1.65)                | 39.6 (1.559)               | 46.3 (1.823)               | 56.2 (2.213)               | 72.9 (2.87)                | 79.6 (3.134)               | 96.5 (3.799)               | 76.2 (3)                   | 85.6 (3.37)                | 76.3 (3.004)               | 48.0 (1.89)                | 773.3 (30.446)             |
| [ 要出典 ]                 |                            |                            |                            |                            |                            |                            |                            |                            |                            |                            |                            |                            |                            |

## 経済

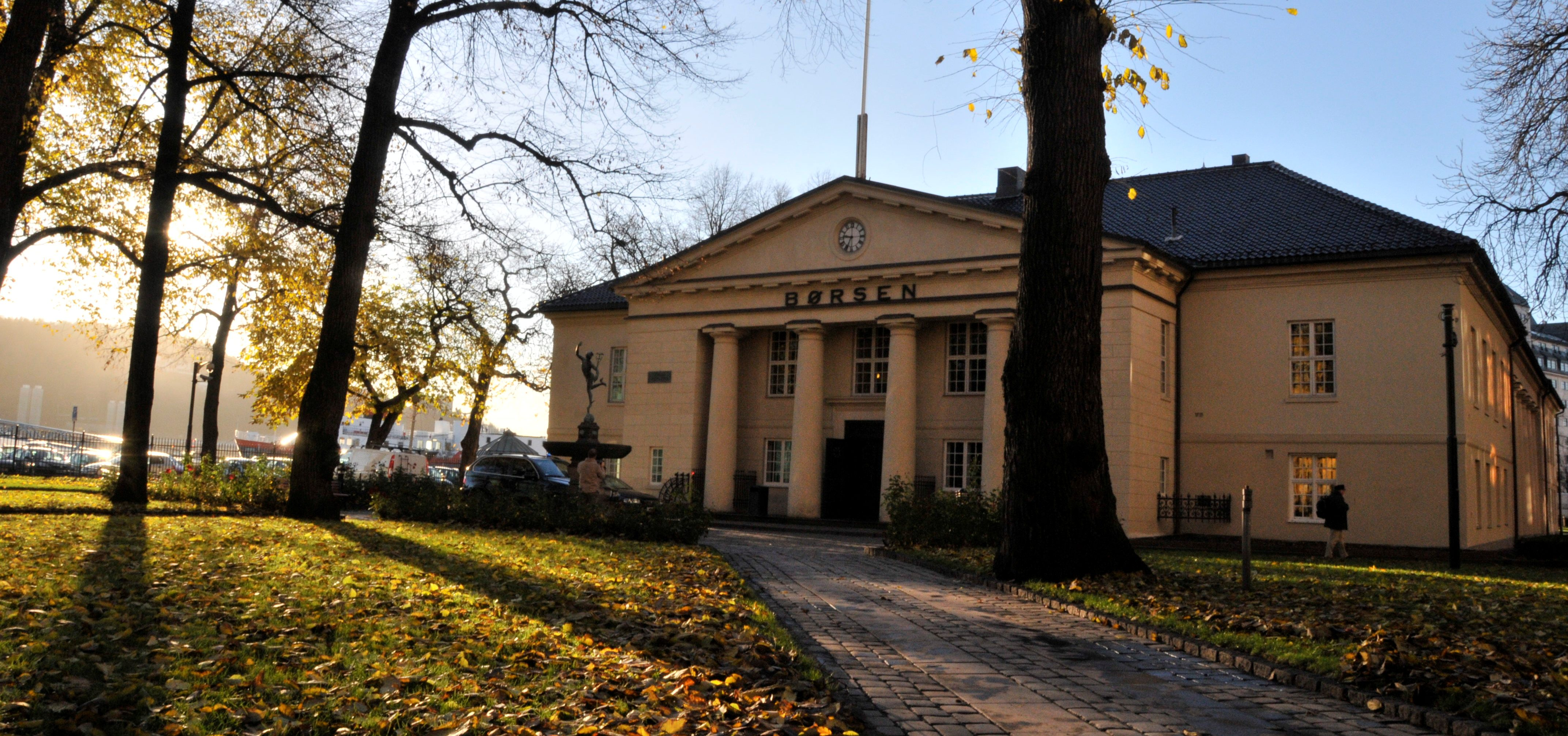
オスロ証券取引所

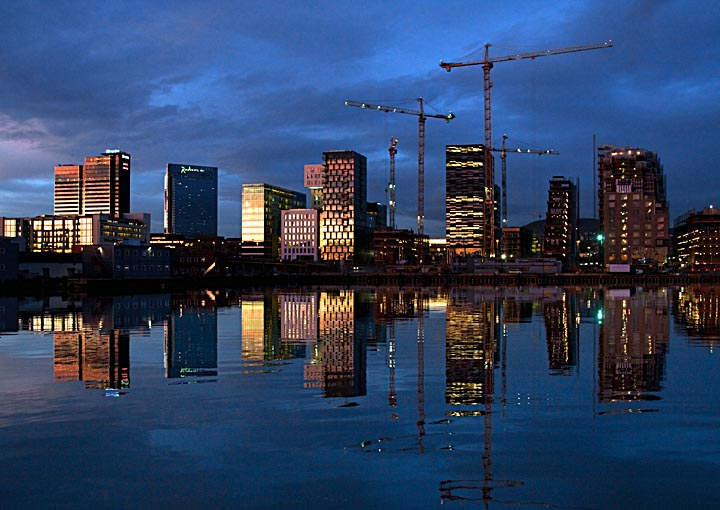
オスロ港の再開発地区・ビョルヴィカに建設中のビルのスカイライン（2011年11月）

オスロはヨーロッパの海事知識の中心地であり、造船会社、船主または代理人、ブローカーなどおよそ980社、8500人が海事セクターに関わっている。船級サービスの大手であるデット・ノルスケ・ベリタスはオスロに本拠地を置く。オスロ港はノルウェーで最多の旅客数・貨物量を扱う。毎年6000隻近い船がオスロ港に入港し、600万トンの貨物と500万人もの乗客がこの港を利用する。ノルウェー最大の株式市場である、オスロ証券取引所が立地する。
2003年のオスロ市内の域内総生産は約2680億ノルウェー・クローネ（約339億ユーロ）であり、国内総生産の約17%を占めた。1995年には約1659億ノルウェー・クローネ（約210億ユーロ）であった。オスロ首都圏でGDPの25%を生み出し、税収に寄与してきた。それと比較して、ガスや石油などの天然資源産業からの税収は全体の16%であった。
この地域はヨーロッパで1人あたりGDPが一番高い（49,465ユーロ）地域でもある。もしノルウェーがEU加盟国であれば、小ロンドン、ブリュッセル首都圏、ルクセンブルクに次ぎ4番目に高い数値である。オスロは世界でも生活費が高い都市のひとつにあげられる。2008年のMercerの調査では10位、2006年のEIUによる調査では1位にランクされた。これはEIUの調査では住宅費などのいくつかの要素が除外されていることが要因としてあげられる。オスロはノルウェーで最も住宅価格が高い地域ではあるが、モスクワや他の物価の高い都市にランキングされた都市に比べると、価格はずっと低い。しかし、物価やサービス価はかなり高く、2006年8月に出されたスイスのUBS銀行による調査 では、オスロとロンドンは最も物価の高い都市となっている。また、給料の額はチューリッヒ、コペンハーゲンと並んで最も高い。

## 教育
オスロ市内には50を超える高等教育機関が存在する。
- オスロ大学
- Oslo University College (Høgskolen i Oslo)
- Norwegian Business School (Handelshøyskolen BI)
- Norwegian School of Information Technology (Norges Informasjonsteknologiske Høyskole)
- Oslo School of Architecture and Design (Arkitektur- og designhøgskolen i Oslo)
- Norwegian University of Sport and Physical Education (Norges idrettshøgskole)[17]
- Norwegian Academy of Music (Norges musikkhøgskole)
- MF Norwegian School of Theology (Det teologiske Menighetsfakultet - MF)
- オスロ国立芸術大学 (Kunsthøgskolen i Oslo KHIO)[18]
- Norwegian University of Life Sciences (Universitetet for Miljø og Biovitenskap-UMB) located right outside of Oslo[19]
- Norwegian Military Academy (Krigsskolen)
- Norwegian School of Veterinary Science (Norges Veterinærhøgskole)[20]
- Oslo Academy of Fine Arts (Statens kunstakademi)[21]
- Oslo School of Management (Markedshøyskolen)

## 交通
大きな交通ハブ拠点として鉄道のオスロ中央駅、バスのオスロ・バスターミナルと航空のオスロ・ガーデモエン空港がある。オスロは公共交通機関が非常に発達した都市であり以下の交通機関が運営されている。
- 近郊鉄道
- T-bane(地下鉄)
- オスロ市電(トラム・路面電車)
- バス
- フェリー

## 施設
- ムンク美術館 Munch museet

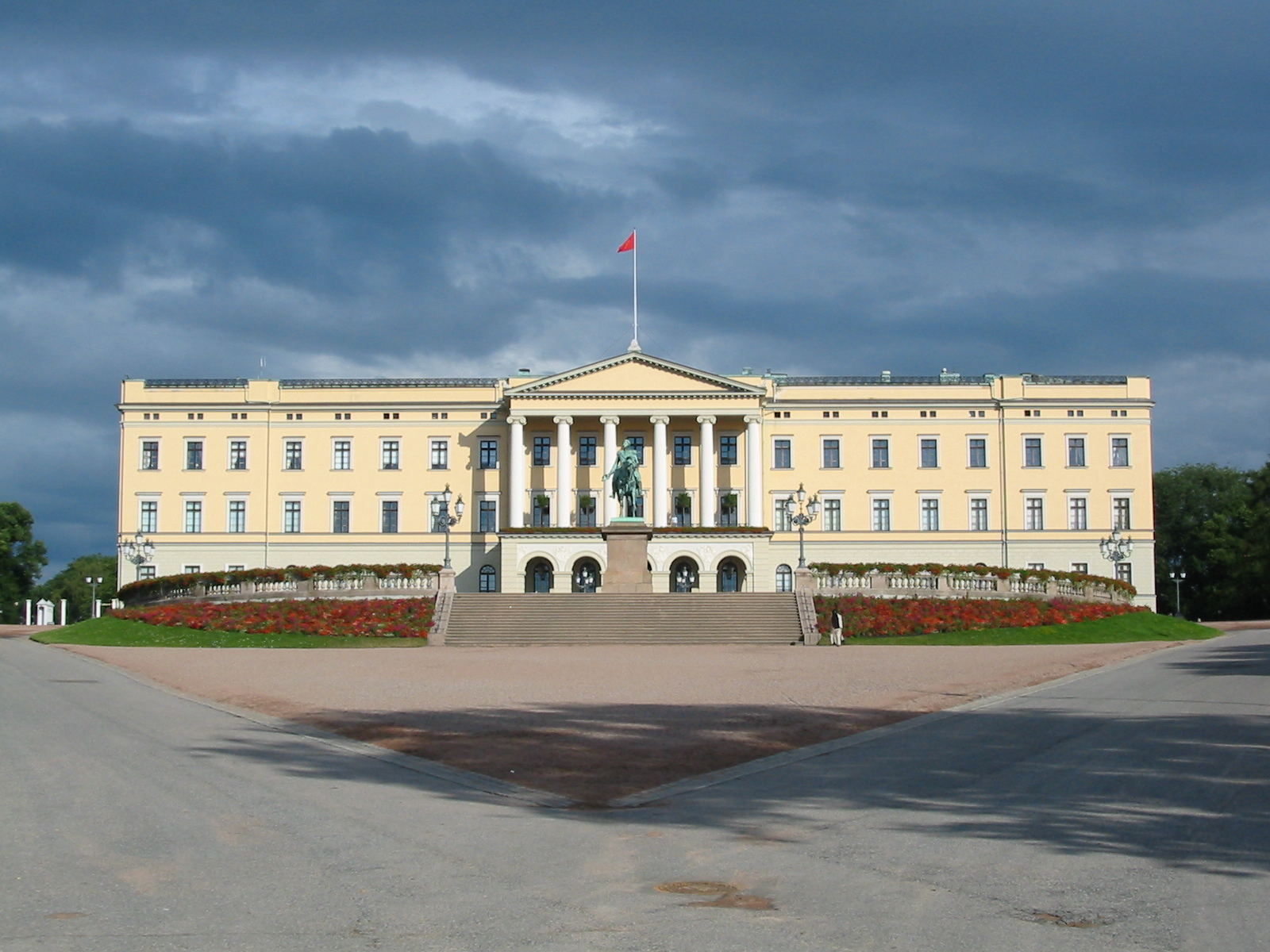
ノルウェー王宮

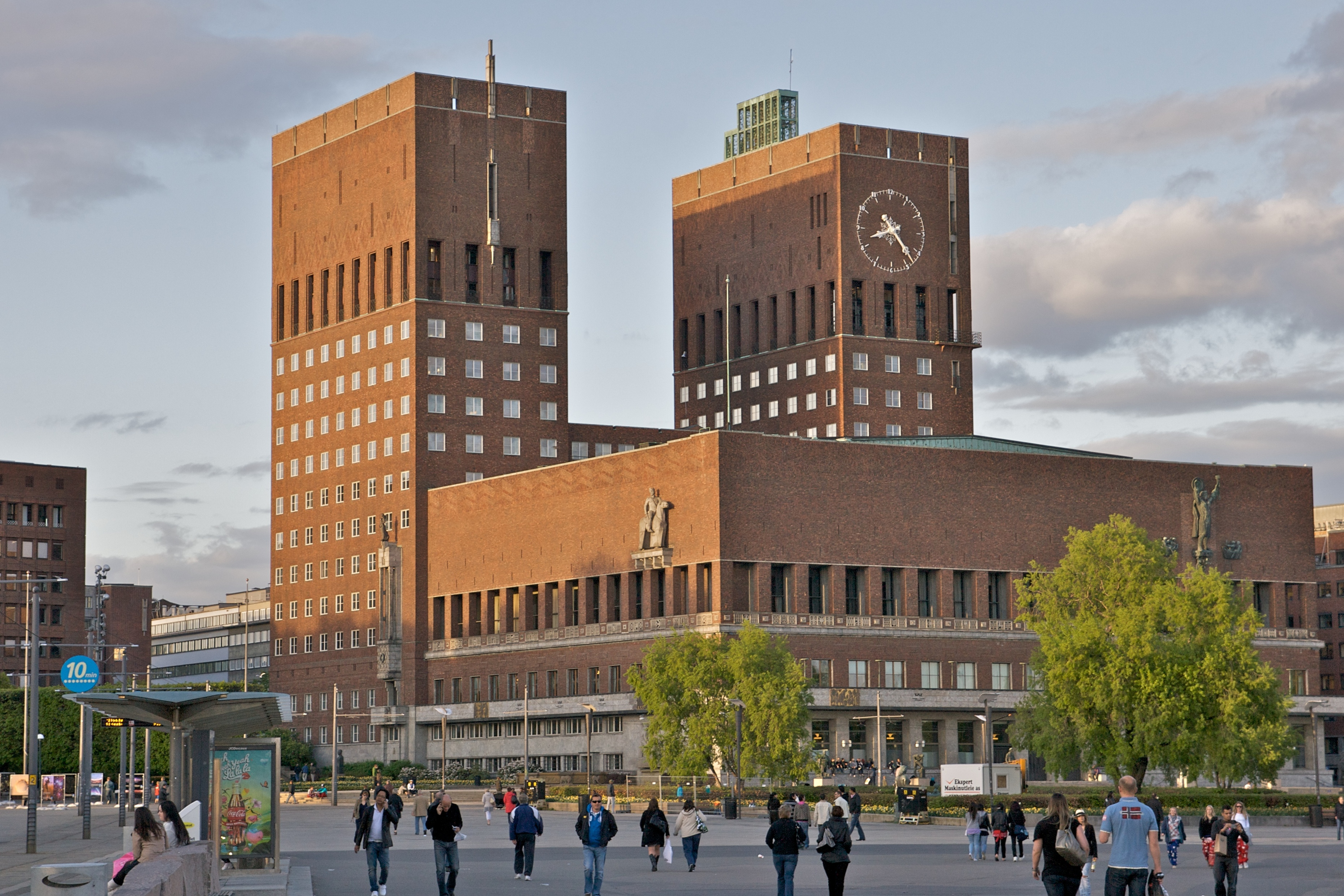
オスロ市庁舎

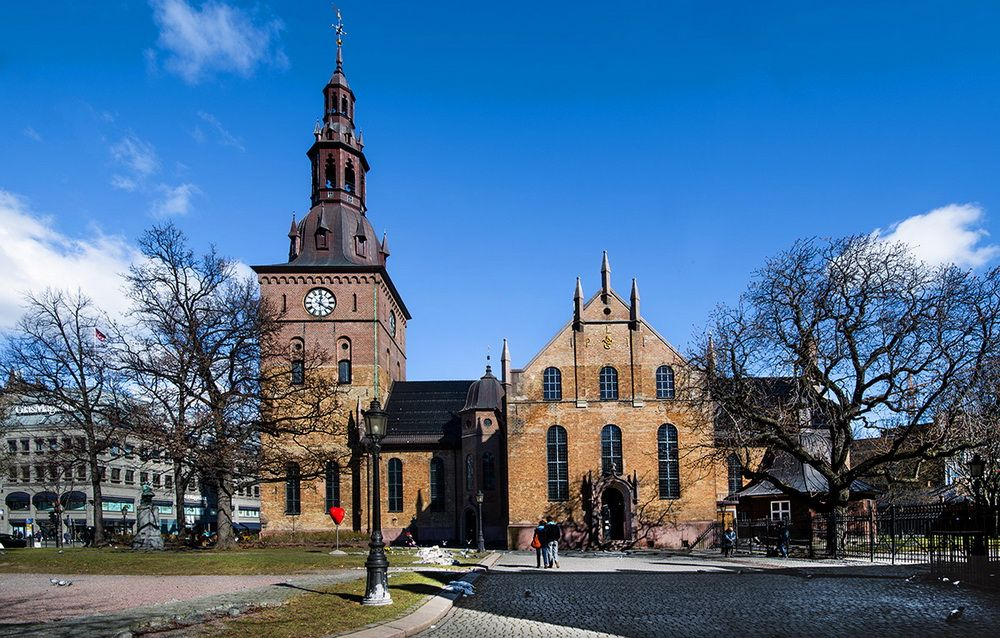
オスロ大聖堂

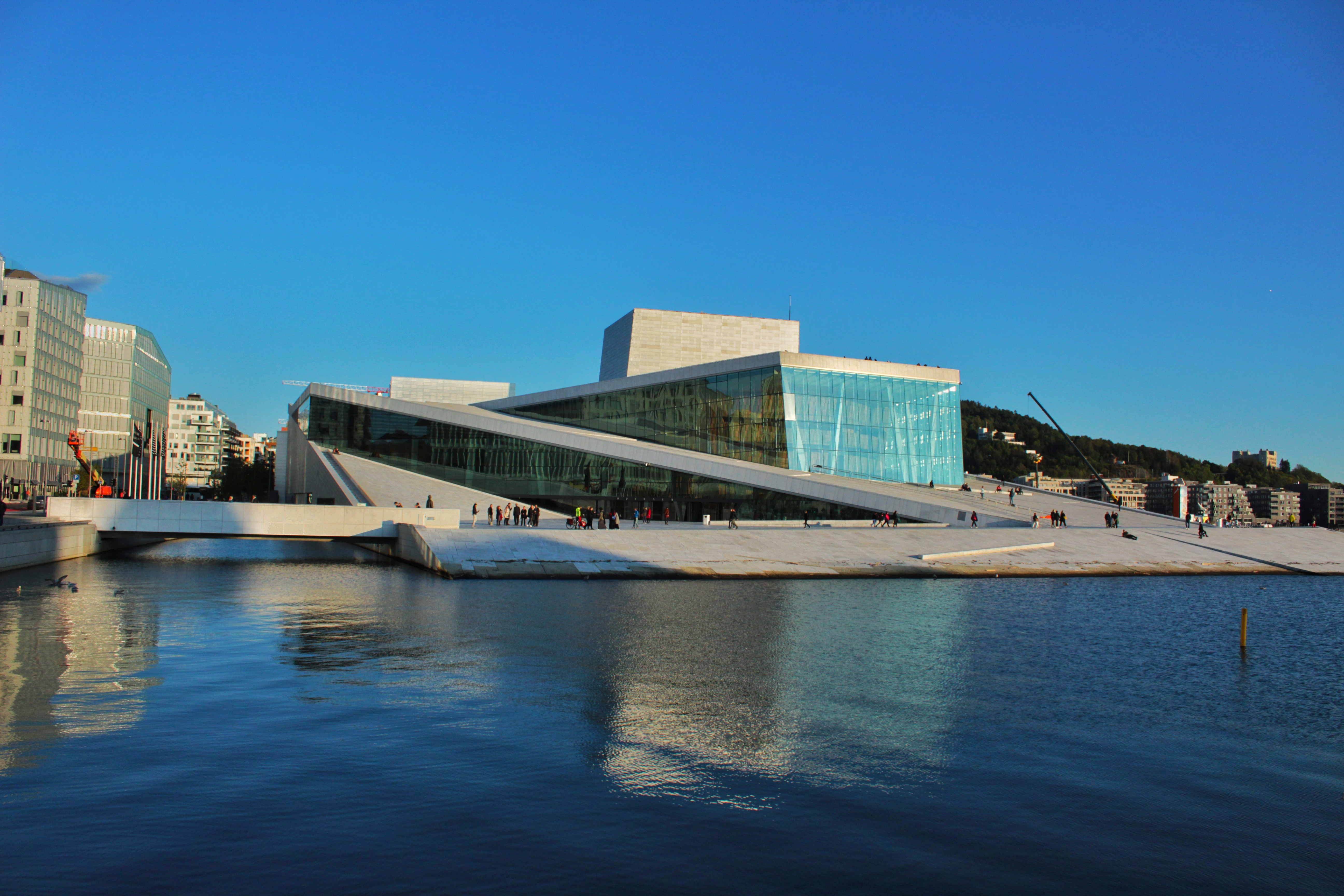
オスロ・オペラハウス

- 国立美術館 Nasjonalgalleriet
- 歴史博物館 Historisk museum
- アストルップ・フェーンリー美術館
- 現代美術館
- 王宮公園 Slottsgarden
- オスロ市庁舎
- オスロ大聖堂
- オスロ・オペラハウス
- アーケシュフース城、要塞 Akershus slott og festning
  - 防衛博物館Forsvarsmuseet
  - レジスタンス博物館
- フログネル公園（英語版）
  - ヴィーゲラン彫刻公園 Vigelandsanlegget
  - ヴィーゲラン美術館
  - オスロ博物館（英語版）
- ビグドイ地区 Bygdøy
  - オスカー・ホール城（英語版）
  - ヴァイキング船博物館 Vikingskipshuset
  - コンティキ号博物館 Kon-Tiki Museet
  - フラム号博物館 Frammuseet
  - ノルウェー海洋博物館 Norsk Maritimt Museum
  - ノルウェー民俗博物館 Norsk Folkemuseum：スターヴ教会（樽板教会）の一つである、ゴル・スターヴ教会が移築されている。
- Lyn Oslo
- Vålerenga
- Viking
- ビスレット・スタディオン：1952年オスロオリンピックのメインスタジアム
- オスロ・スペクトラム Oslo Spektrum
- ホルメンコーレンジャンプ競技場 Holmenkollbakken

- カール・ヨハン通り：オスロのメインストリート、オスロ中央駅とノルウェー王宮（英語版）を結ぶ。オスロ大聖堂や国会議事堂、国立劇場（英語版）等がこの通りに並ぶ。

## 姉妹都市
オスロは下記の都市や地域と姉妹都市関係になっている。
- コペンハーゲン（デンマーク）
- レイキャヴィーク（アイスランド）
- ストックホルム（スウェーデン）
- ヘルシンキ（フィンランド）
- サンクトペテルブルク（ロシア）
- 上海（中華人民共和国）
- ロッテルダム（オランダ）
- ヴィリニュス（リトアニア）
- ワルシャワ（ポーランド）
- ニューヨーク（アメリカ合衆国）
- ワシントンD.C.（アメリカ合衆国）
- ヨーテボリ（スウェーデン）
- アントウェルペン（ベルギー）
- シュレースヴィヒ＝ホルシュタイン州（ドイツ）

## スポーツ
1952年、第6回冬季オリンピックが開催された。
2021年7月1日、同地で開催されたワンダダイヤモンドリーグオスロの男子400mハードルにて、カールステン・ワーホルムが46秒70の世界新記録を樹立した。